# La Casona (Bolivia)
La Casona o Condominio La Casona es un edificio en la ciudad de Santa Cruz de la Sierra, en el este de Bolivia, ubicado en la avenida Cristóbal de Mendoza (popularmente conocida como el Segundo Anillo), en el sector centro de la ciudad. 
La Casona tiene 27 plantas y una altura arquitectónica de 127 metros hasta la antena. El edificio es de uso mixto, aunque es en su mayor parte es residencial, con oficinas en las plantas inferiores, un minimercado y algunas tiendas.
Su construcción comenzó en el 2007 (inicio de excavaciones) y tuvo fin en febrero de 2009. Por un breve periodo de tiempo fue el edificio más alto de Bolivia antes de ser sobrepasada en 2013 por los 138 m de la Torre Girasoles en La Paz.